# 프랄라야

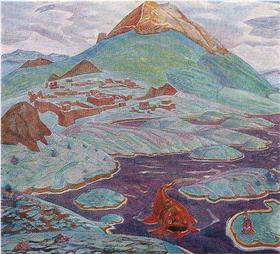
비슈누의 마츠야 (물고기) 아바타라가 프라크리타프랄라야 동안 첫 번째 마누를 구하는 모습.

프랄라야(Pralaya, 산스크리트어: प्रलय)는 힌두교 종말론의 한 개념이다. 일반적으로 네 가지 다른 현상을 의미하며 브라흐마프랄라야라고 불리는 칼파 (43억 2천만 년의 기간) 이후 우주 전체가 해체되는 사건을 가장 흔하게 지칭하는 데 사용된다.
프랄라야는 또한 매일 발생하는 모든 생명체와 무생명체의 지속적인 파괴를 나타내는 니티야프랄라야, 1,000 유가 주기 (4시대) 주기가 완료된 후 모든 창조물을 끝내는 프라크리티 (자연)에 의해 발생하는 대홍수인 프라크리타프랄라야, 그리고 브라흐만 (궁극적 실재)과의 결합으로 인한 아트만 (자아)의 해체인 아탼티카프랄라야를 지칭한다. 우파니샤드 이래로 문학에 언급되어 온 개념인 프랄라야는 힌두교 우주론뿐만 아니라 힌두 철학에서도 폭넓게 논의되어 왔다.

## 설명
힌두교 우주론은 우주의 주기적인 창조와 파괴의 끝없는 순환을 가정한다.

### 니티야프랄라야
니티야프랄라야는 끊임없는 해체를 의미하며, 모든 살아있는 존재와 비생명체의 마음과 몸의 매일의 엔트로피를 설명하는 현상이다. 모든 물질은 생성된 후 끊임없이 쇠퇴하고 파괴되며, 일시적인 지상에서의 죽음으로 이어지는 개인적인 경험으로 자주 묘사된다. 스칸다 푸라나는 니티야프랄라야를 인간이 겪는 강도, 아내 도둑맞음, 적의 출현, 발열, 마름병 등 다양한 부정적인 경험과 손실로 묘사하며, 이 모든 것은 가장 고통스러운 경험인 죽음으로 귀결된다고 한다. 이러한 정신적 고통은 자신의 업의 결과라고 한다. 또한 업은 다양한 하급 짐승으로의 환생을 결정하며, 그러한 환생 동안 존재의 행동이 자신의 업을 결정한다고 한다.

### 브라흐마프랄라야
바가바타 푸라나는 사트야 유가, 트레타 유가, 드와파라 유가, 칼리 유가의 4시대를 천 번 반복하고 14명의 마누가 통치하는 한 칼파(시대)가 창조주 신인 브라흐마의 삶에서 하루에 해당한다고 말한다. 프랄라야는 신의 삶에서 밤에 해당하는 같은 길이의 시간으로 묘사된다. 이러한 해체는 브라흐마의 잠으로 인해 발생하므로 그의 이름을 따서 명명되었다. 또한 '가끔씩'을 의미하는 나이미티카라고도 불린다. 이 기간 동안 나라야나는 우주를 자신 안으로 거두어들이고, 또한 그의 뱀 탈것인 셰샤 위에 눕는다.
아그니 푸라나는 4시대 주기가 끝날 때 지구의 자원이 고갈되어 한 세기 동안 심각한 가뭄이 발생한다고 묘사한다. 이 기간 동안 지구상의 모든 존재는 멸망한다. 비슈누의 소모로 인해 세 세계에 존재하는 물은 모두 마른다. 태양의 일곱 광선은 일곱 개의 태양이 되어 세 세계와 하계를 불태운다. 이 사건 동안 지구는 거북이를 닮았다고 묘사된다. 루드라의 현현인 해체의 불은 세샤의 숨결과 함께 하계를 불태운다. 세 세계의 주민들은 먼저 마하르로카로, 그 다음 자나로카로 이동한다. 비슈누는 불을 끄기 위해 세기 동안 세계에 비를 내리게 한다. 그는 한 시대 동안 요가 수면에 들고, 브라흐마의 모습으로 깨어나 우주를 다시 창조한다. 우주는 두 파라르다(311조 4천억 년) 동안 비현현 상태로 남아 있다고 한다.
마하프랄라야(Mahapralaya)라는 용어는 "대해체"를 의미하며, 브라흐마프랄라야와 동의어이다. 시바 푸라나에 따르면, 이 현상 동안 하위 10개의 로카는 파괴되지만, 사트야로카, 타파로카, 자나로카, 마하르로카라고 불리는 상위 4개의 영역은 보존된다. 각 마하프랄라야 동안 모든 14개 영역은 파괴된다.

### 프라크리타프랄라야
비슈누 푸라나는 프라크리타프랄라야를 묘사한다. 1,000개의 4시대 주기, 즉 칼파가 완료된 후, 자연의 의인화인 프라크리티에 의해 지구인 부미에 대홍수가 닥친다. 잘라(물)가 사프타리쉬의 거처에 도달하면 온 세상이 하나의 대양으로 둘러싸인다. 비슈누의 숨결은 모든 구름을 흩뿌리고 다시 흡수한 후 잠이 든다. 아그니가 세상과 자연을 파괴할 때, 원소 해체가 시작된다. 잘라는 지구의 구나를 삼키고, 이어서 우주를 삼키며, 그 후 그 라사는 아그니에 의해 게걸스럽게 먹힌다. 아카샤가 아그니의 불꽃에 의해 소모될 때, 바유와 소리가 온통 퍼지면서 아그니의 구나를 흡수하여 아그니와 하나가 된다. 바유가 에테르와 접촉할 때, 그것은 원소적 잠재력을 잃어 에테르만이 진공을 차지하게 된다. 어둠과 결합된 의식은 우주를 장악하고, 이는 다시 붓디에 의해 정복된다. 이 시점에서 프라크리티의 일곱 구성 요소가 재결합한다. 브라흐마의 히란야가르바는 프라크리티를 둘러싼 물에 용해된다. 프라크리티는 푸루샤와 융합하여 붓디를 동화시키고, 브라흐만이 된다.

### 아탼티카프랄라야
이러한 형태의 프랄라야는 절대적인 해체를 의미한다. 아그니 푸라나는 이러한 해체가 자신의 마음으로 인한 고통을 인식한 후 지식 습득을 통해 달성될 수 있다고 말한다. 이 푸라나는 출생과 재생의 순환과 그 사이의 임시 거주지에 대해 설명한다. 푸라나는 사람이 전생의 행적에 따라 지구에 태어난다고 말한다. 대부분 죄악된 삶을 살았던 사람은 스바르가에서 먼저 선행의 열매를 경험한 다음, 나라카에서 죄악에 대해 고통받기 위해 새로운 형태를 취한다고 말한다. 대부분 경건한 삶을 살았던 사람은 먼저 죄악의 결과를 겪은 다음, 스바르가의 열매를 누릴 것이라고 한다.
아탼티카는 자아 의식의 해방을 의미한다. 아탼티카프랄라야는 지고한 자아인 파라마트만에게 봉사하며 자신을 잃을 때 발생하는 신의 지식으로 달성된다. 이것은 현상계에서 발생하는 대부분의 원인과 결과가 마야, 즉 환상이며, 시작과 끝이 있는 모든 것은 실재가 아님을 인식하는 것을 포함한다. 자신의 아트만과 파라마트만 사이에 구별이 없음을 깨달음으로써 아비디야(무지)를 정복한다. 마침내 이 진리를 깨달을 때, 자아 의식은 브라흐만 안으로 용해되고 브라흐만과 하나가 되며, 묵티(해방)를 얻는다.

## 철학
고전 인도 철학의 6개 학파 중 하나인 상키야 철학에서 프랄라야는 "비존재"를 의미하며, 세 가지 구나(물질의 원리)가 완벽한 균형을 이루는 상태이다. 프랄라야라는 단어는 산스크리트어로 "해체" 또는 확장하여 "재흡수, 파괴, 소멸 또는 죽음"을 의미한다.

## 같이 보기
- 힌두교의 시간 단위
  - 칼파 (브라흐마의 날)
  - 만반타라 (마누의 시대)
  - 프랄라야 (해체 기간)
  - 유가 주기 (네 유가 시대): 사트야 (크리타), 트레타, 드와파라, 그리고 칼리
- 히란야가르바